# رجب السويركي
سيد رجب السويركي (مواليد 1947) رجل أعمال مصري وصاحب سلسلة محلات التوحيد والنور، تم الحكم عليه بالسجن في عام 2003 لمدة ثلاث سنوات لجمعه خمس زوجات في نفس الوقت في قضية شغلت الرأي العام المصري 